# Équipe d'Union soviétique masculine de basket-ball
Cet article traite de l'équipe masculine. Pour l'équipe féminine, voir Équipe d'Union soviétique féminine de basket-ball.
Maillots
Actualités
L’équipe d'Union soviétique de basket-ball représentait la Fédération d'Union soviétique de basket-ball lors des compétitions internationales, notamment aux Jeux olympiques d'été et aux championnats du monde.
Avec la fin de l’Union soviétique, la dernière participation des équipes soviétiques se fait lors des Jeux olympiques d'été de 1992 de Barcelone sous les couleurs de l’ Équipe Unifiée représentant la CEI.

## Parcours aux Jeux olympiques
- 1936 : non disputé
- 1948 : non disputé
- 1952 :  2e
- 1956 :  2e
- 1960 :  2e
- 1964 :  2e
- 1968 :  3e
- 1972 :  Champion
- 1976 :  3e
- 1980 :  3e
- 1984 : non disputé
- 1988 :  Champion
- 1992 : 4e en tant que  Équipe unifiée

## Parcours aux Championnats du Monde
- 1950 : non disputé
- 1954 : non disputé
- 1959 : 6e
- 1963 :  3e
- 1967 :  Champion
- 1970 :  3e
- 1974 :  Champion
- 1978 :  2e
- 1982 :  Champion
- 1986 :  2e
- 1990 :  2e

## Parcours en Championnat d’Europe
Voici le parcours de l'équipe soviétique en Championnat d’Europe :
- 1935 :
- 1937 :
- 1939 :
- 1946 :
- 1947 :  Champion
- 1949 : Non disputé
- 1951 :  Champion
- 1953 :  Champion
- 1955 :  3e
- 1957 :  Champion
- 1959 :  Champion
- 1961 :  Champion
- 1963 :  Champion
- 1965 :  Champion
- 1967 :  Champion
- 1969 :  Champion
- 1971 :  Champion
- 1973 :  3e
- 1975 :  2e
- 1977 :  2e
- 1979 :  Champion
- 1981 :  Champion
- 1983 :  3e
- 1985 :  Champion
- 1987 :  2e
- 1989 :  3e
- 1991 : Non disputé

## Parcours en Coupe intercontinentale
Voici le parcours de l'équipe soviétique en Coupe intercontinentale :
- 1972 :  2e

## Joueurs célèbres
- Aleksandr Belov
- Sergei Belov
- Gennadi Volnov
- Arvydas Sabonis
- Valdemaras Chomičius
- Vladimir Onochev
- Šarūnas Marčiulionis
- Alexander Volkov
- Youri Velligoura

## Entraîneurs célèbres
- Aleksandr Gomelsky

## Galerie

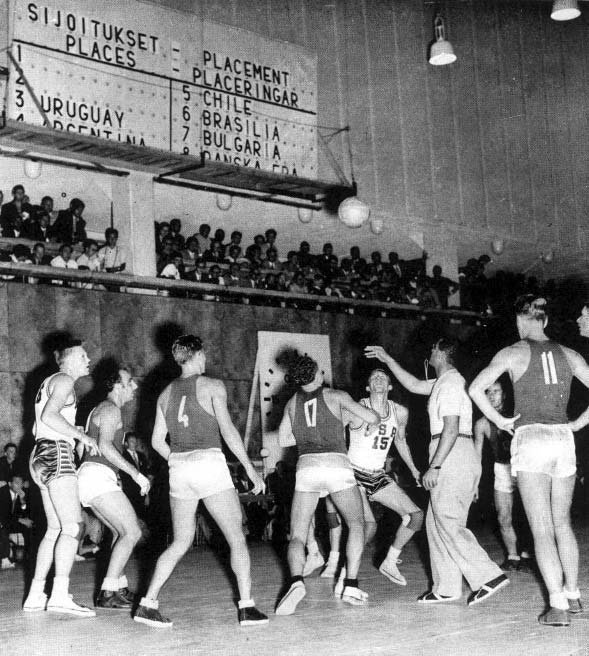
Finale contre les États-Unis aux Jeux olympiques d'Helsinki (1952).
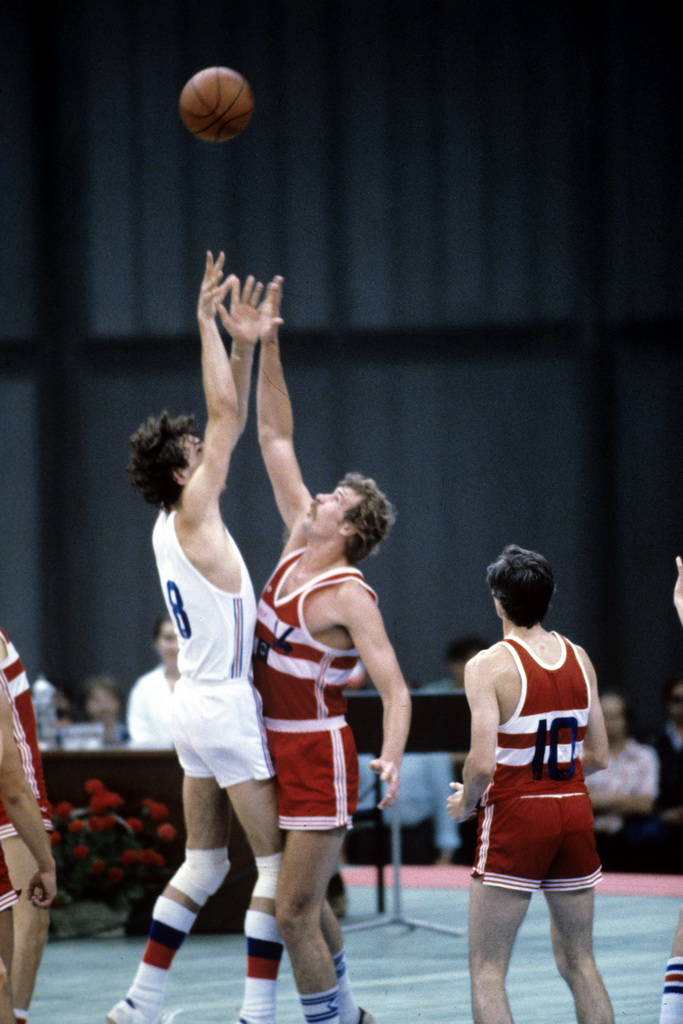
Contre la Tchécoslovaquie aux Jeux olympiques de Moscou (1980).
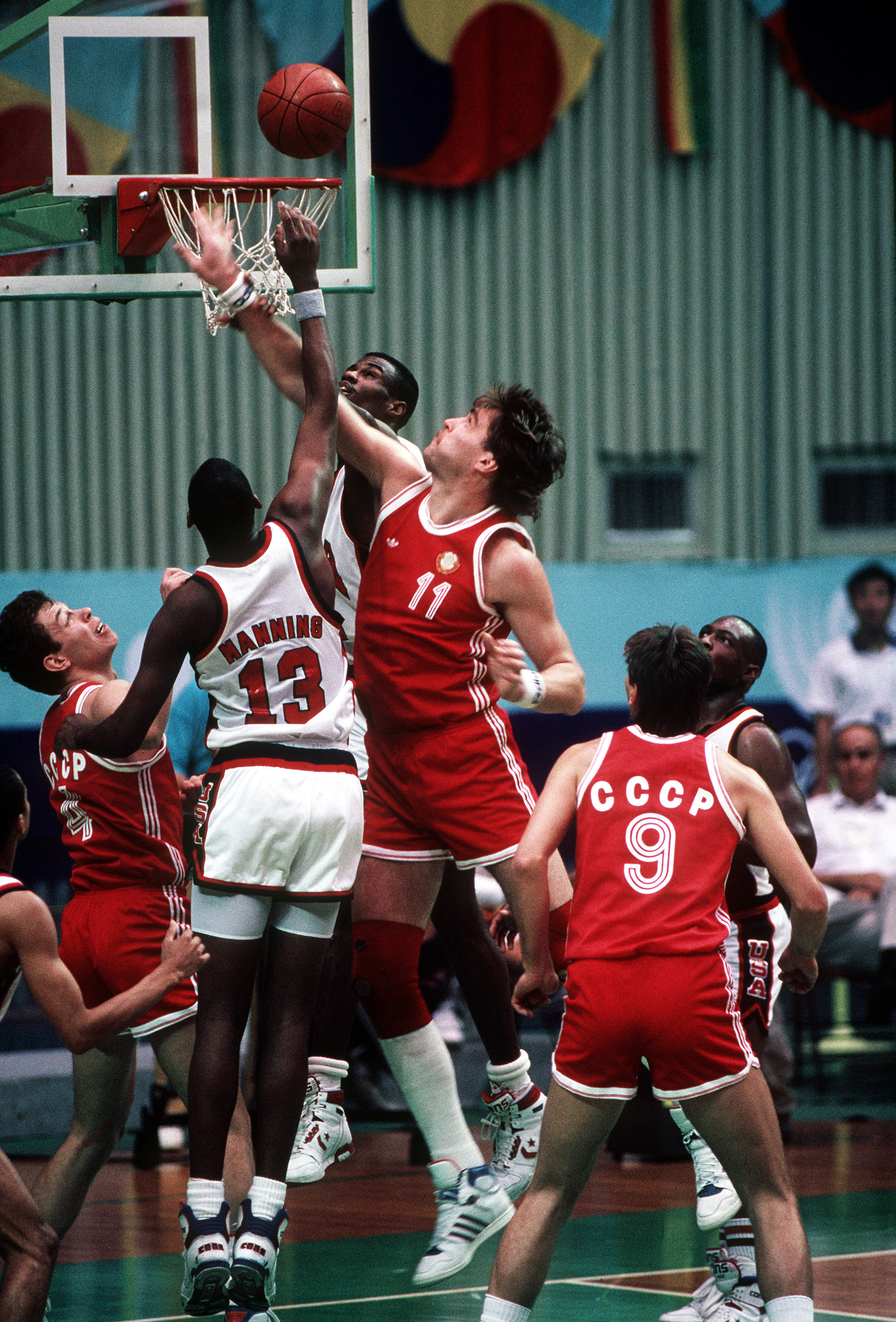
Arvydas Sabonis sous le maillot de l'équipe nationale face aux États-Unis aux Jeux olympiques de Séoul (1988).